# Emma Rotsaert
Emma Rotsaert (Izegem, 31 oktober 2000) is een Belgische actrice en zangeres.

## Levensloop
Emma Rotsaert start op zevenjarige leeftijd met de opleiding woordkunst aan het Conservatorium van Brugge. Een jaar later begint ze er ook met klassieke pianolessen. Ze voltooit zowel haar lagere als middelbare opleiding in beide disciplines. Emma werkt in 2018 haar middelbare school af in de Academie voor Schone Kunsten in Brugge, richting Woord. In 2023 behaalt Emma Rotsaert haar masterdiploma aan de kleinkunstafdeling van het Koninklijk Conservatorium Antwerpen, waar ze zich specialiseert in zowel acteren als muziek. Tijdens haar opleiding speelt ze onder meer de rol van politieagent in het toneelstuk Politie + Dieven van Arne Sierens.

## Acteerwerk
Emma Rotsaert vertolkt Eva in de Vlaamse jongerenreeks 2DEZIT. In 2024 wordt aangekondigd dat ze de hoofdrol van Anna speelt in de zesdelige zwartkomische dramaserie How to kill your sister. Het scenario van How to kill your sister is van de hand van Pedro Elias en zijn vrouw Evelien Broekaert. Ze vertellen het verhaal van twee zussen, gespeeld door Marjan De Schutter (Dood spoor, Albatros) en Emma Rotsaert. Jonas Geirnaert maakt met deze reeks zijn regiedebuut. De serie beleeft zijn wereldpremière op het prestigieuze Canneseries Festival in 2025.

## Muziek
Parkaparaplu is een Belgisch muziekduo bestaande uit zangeres en muzikante Emma Rotsaert en gitarist Geert Vanbever. Samen creëren ze Nederlandstalige muziek die elementen van wavepop en kleinkunst combineert. Hun samenwerking resulteert in een eigenzinnig geluid dat doet denken aan artiesten zoals Kenji Minogue. Parkaparaplu heeft opgetreden als voorprogramma van bands zoals Lavvi Ebbel en Arbeid Adelt. Ze delen hun muziek via platforms zoals YouTube, Spotify, Apple Music en Bandcamp. Ze zijn actief op sociale media, waaronder Instagram en Facebook.
Sinds juni 2025 maken Emma Rotsaert en Geert Van Bever deel uit van Arbeid Adelt.
Rotsaert is ook bassiste bij Body Electric, een Sisters of Mercy-tribute band.

## Discografie
- Albums:
  - De Dood Van Een Tuinkabouter (2021)
- Singles:
  - Jatten & Tallore (2022)
  - Banden en Baanruis (2023)

## Rollen
- 2DEZIT (2023) - Eva
- How to kill your sister (2025) - Anna

- MusicBrainz: 0eb4a9a9-292a-4dcf-8463-1355d679886f